# Medina Dešić
Medina Dešić, née le 15 septembre 1993 à Erlenbach am Main, est une footballeuse internationale monténégrine.

## Biographie
Medina Dešić a deux parents monténégrins. Elle a deux frères footballeurs : Zajo (né en 1983, qui joua notamment pour les FC Würzburger Kickers) et Medin (né en 1997, pour le Würzburger FV).

### En club
Dešić commence à jouer au football à Wertheim au SV Dertingen, puis rejoint le FC Wertheim-Eichel. Elle participe à la finale de la Coupe des associations de Bade en 2011, perdue 1 à 4 contre le TSV Neckarau. L'année suivante, son club est promu en Oberliga Baden-Württemberg.
Pour la saison 2013-2014, elle a rejoint l'ETSV Wurtzbourg, équipe de 2. Frauen-Bundesliga. Après que la section féminine est transformée en club indépendant en 2018, elle travaille pour les Dragons de Wurtzbourg, dont la licence de jeu est reprise par la section féminine des FC Würzburger Kickers en 2020. Dešić joue pour les Kickers dans le groupe Sud du Championnat de 2. Frauen-Bundesliga la saison suivante, le club est relégué.
À l'été 2021, Dešić signé pour le RB Leipzig. Elle reçoit un contrat d'un an, qui est prolongé d'un an supplémentaire. Le RB Leipzig devient championne de 2. Frauen-Bundesliga en 2023. Medina Desic est la troisième meilleure buteuse de la saison
Elle rejoint le 1. FC Nuremberg, l'autre club promue en élite pour la saison 2023-2024, car il avait terminé deuxième derrière Leipzig.

### En équipe nationale
Le 22 janvier 2020, Dešić fait ses débuts dans l'équipe du Monténégro féminine de football, le premier du pays devenu indépendant, lors d'un match amical contre la Bosnie-Herzégovine. Elle marque son premier but international le 18 septembre 2020 lors du match de qualification pour le Championnat d'Europe 2022 contre l'Ukraine ; lors de la défaite 1-3, elle marque à la 63e minute pour porter le score 1 à 2.